# Treyarch
Treyarch — американская компания, специализирующаяся на разработке и портировании компьютерных игр для различных платформ. С 2001 года является дочерним обществом издателя и производителя Activision. Основана в 1996 году. Первой продукцией компании стала игра Nagano Hockey’ 98 для приставки Nintendo 64.

## Компания
Treyarch, Inc. была основана в 1996 году Питером Акерманом и Доном Ликенессом. Позднее была приобретена компанией Activision Inc. в 2001 году. В 2005 году штат работников другой дочерней компании Activision — Gray Matter Interactive, был слит с штатом сотрудников Treyarch.
Основанная в 1996 году, Treyarch, студия принадлежащая Activision, является одним из наиболее опытных разработчиков в области создания компьютерных игр. За время своего существования студия выпустила более 20 игр, многие из которых стали хитами. В 2002 году выпустила Treyarch выпустила Spider-Man, основанную на одноименном фильме 2002 года, разошедшуюся тиражом более трёх миллионов копий. Treyarch продолжила работать над серией и выпустила Spider-Man 2.
В 2004 году, после завершения работы над игрой Call of Duty: United Offensive, произошло слияние Treyarch и студии Gray Matter Interactive, которая работала над Return to Castle Wolfenstein.
Последние игры, которые были разработаны Treyarch: Call of Duty: World at War, 007: Quantum of Solace, Spiderman: Web of Shadows и Call of Duty: Black Ops. После выхода Call of Duty: World at War студия была полностью сфокусирована на разработке Call of Duty: Black Ops, никакими другими проектами студия больше не занималась.

## Продукция компании

### Разработанные игры
| Название                         | Год  | Платформа                                                             |
| -------------------------------- | ---- | --------------------------------------------------------------------- |
| Olympic Hockey Nagano ’98        | 1998 | Nintendo 64                                                           |
| Die by the Sword                 | 1998 | PC (Windows)                                                          |
| Die by the Sword: Limb from Limb | 1998 | PC (Windows)                                                          |
| Triple Play 2000                 | 1999 | Nintendo 64, PlayStation, ПК (Windows)                                |
| Draconus: Cult of the Wyrm       | 2000 | Dreamcast                                                             |
| Triple Play 2001                 | 2000 | PlayStation                                                           |
| Triple Play Baseball             | 2000 | PlayStation, PlayStation 2, ПК (Windows)                              |
| Max Steel: Covert Missions       | 2000 | Dreamcast                                                             |
| Tony Hawk’s Pro Skater 2x        | 2000 | Xbox                                                                  |
| NHL 2K2                          | 2000 | Dreamcast                                                             |
| Spider-Man                       | 2002 | GameCube, PlayStation 2, Xbox                                         |
| Kelly Slater's Pro Surfer        | 2002 | GameCube, PlayStation 2, Xbox                                         |
| NHL 2K3                          | 2002 | GameCube, PlayStation 2, Xbox                                         |
| Minority Report: Everybody Runs  | 2002 | GameCube, PlayStation 2, Xbox                                         |
| Spider-Man 2                     | 2004 | GameCube, PlayStation 2, Xbox                                         |
| Ultimate Spider-Man              | 2005 | GameCube, PlayStation 2, Xbox                                         |
| Call of Duty 2: Big Red One      | 2005 | GameCube, PlayStation 2, Xbox                                         |
| Call of Duty 3                   | 2006 | PlayStation 2, PlayStation 3, Xbox, Xbox 360                          |
| Spider-Man 3                     | 2007 | PlayStation 3, Xbox 360                                               |
| 007: Quantum of Solace           | 2008 | PlayStation 3, Xbox 360                                               |
| Call of Duty: World at War       | 2008 | PlayStation 3, Xbox 360, Wii, ПК (Windows)                            |
| Spider-Man: Web of Shadows       | 2008 | PlayStation 3, Xbox 360, Wii, ПК (Windows)                            |
| Call of Duty: Black Ops          | 2010 | PlayStation 3, Xbox 360, Wii, ПК (Windows)                            |
| Call of Duty: Black Ops II       | 2012 | PlayStation 3, Xbox 360, Wii U, ПК (Windows)                          |
| Call of Duty: Black Ops III      | 2015 | PlayStation 4, Xbox One, PlayStation 3, Xbox 360, ПК (Windows)        |
| Call of Duty: Black Ops 4        | 2018 | PlayStation 4, Xbox One, ПК (Windows)                                 |
| Call of Duty: Black Ops Cold War | 2020 | PlayStation 4, PlayStation 5, Xbox One, Xbox Series X/S, ПК (Windows) |
| Call of Duty: Vanguard           | 2021 | PlayStation 4, PlayStation 5, Xbox One, Xbox Series X/S, ПК (Windows) |
| Call of Duty: Modern Warfare II  | 2022 | PlayStation 4, PlayStation 5, Xbox One, Xbox Series X/S, ПК (Windows) |
| Call of Duty: Warzone 2.0        | 2022 | PlayStation 4, PlayStation 5, Xbox One, Xbox Series X/S, ПК (Windows) |
| Call of Duty: Modern Warfare III | 2023 | PlayStation 4, PlayStation 5, Xbox One, Xbox Series X/S, ПК (Windows) |
| Call of Duty: Black Ops 6        | 2024 | PlayStation 4, PlayStation 5, Xbox One, Xbox Series X/S, ПК (Windows) |

### Портированные игры
| Год  | Название                             | Платформа       | Разработчик   |
| ---- | ------------------------------------ | --------------- | ------------- |
| 2000 | Tony Hawk’s Pro Skater               | Dreamcast, Xbox | Neversoft     |
| 2000 | Tony Hawk’s Pro Skater 2             | Dreamcast, Xbox | Neversoft     |
| 2001 | Spider-Man                           | Dreamcast       | Neversoft     |
| 2009 | Call of Duty: Modern Warfare: Reflex | Wii             | Infinity Ward |
| 2011 | Call of Duty: Modern Warfare 3       | Wii             | Infinity Ward |
| 2013 | Call of Duty: Ghosts                 | Wii U           | Infinity Ward |

## Эксклюзивный договор с Microsoft
В июне 2010 года было объявлено, что компании Microsoft и Activision подписали договор, согласно которому все дополнения, выпускаемые для игры Call of Duty: Black Ops, сначала будут выходить эксклюзивно для консоли Xbox 360, а потом для остальных платформ. Срок действия подписанного договора — 3 года. Договор был расторгнут в апреле 2015 года.

## Эксклюзивный договор с Sony
Во время Е3 2015 на конференции Sony было объявлено, что компании Sony и Activision подписали договор, согласно которому все DLC, выпускаемые для игр серии Call of Duty и разрабатываемые студией Treyarch, сначала будут выходить эксклюзивно для консолей PlayStation, а спустя месяц для Xbox и PC. 